# Amtsgericht Abterode

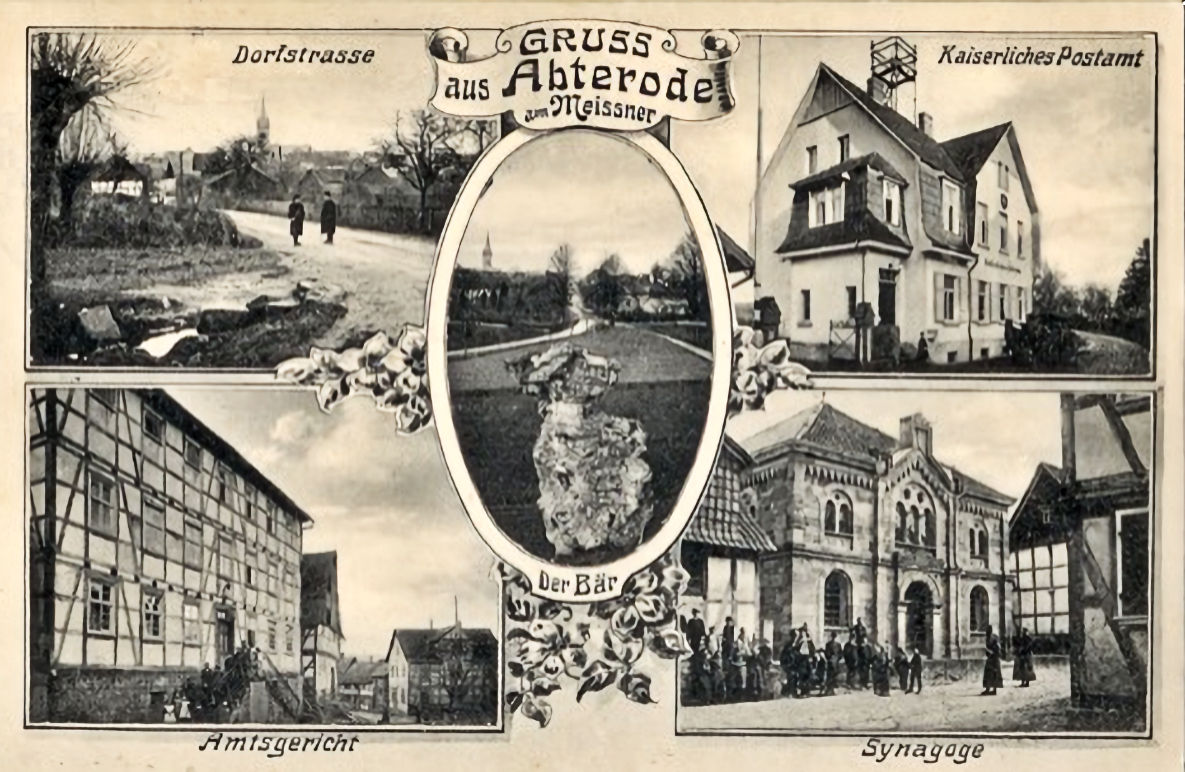
Postkarte, etwa 1900, das Amtsgericht befindet sich unten links.

Das Amtsgericht Abterode war ein preußisches Amtsgericht mit Sitz in Abterode.

## Vorgeschichte
In Kurhessen erfolgte 1821 die Trennung der Rechtsprechung von der Verwaltung, und für die Rechtsprechung wurden Justizämter, darunter das Justizamt Abterode mit Sitz in Abterode, eingerichtet. Es war dem Obergericht für die Provinz Niederhessen zugeordnet.

## Geschichte
Mit der Annexion Kurhessens durch Preußen 1866, wurden in der neuen Provinz Hessen-Nassau Amtsgerichte eingerichtet. Das Justizamt Abterode wurde entsprechen in das Amtsgericht Abterode umgewandelt. Dieses war dem Kreisgericht Kassel zugeordnet. Mit der Einführung der Reichsjustizgesetze entstanden 1879 reichsweit einheitlich Amtsgerichte. Das Amtsgericht Abterode behielt damit seinen Namen und erhielt die neuen Funktionen. Es war nun eines der 34 Amtsgerichte im Bezirk des Landgerichtes Kassel. Am Gericht bestand eine Richterstelle. Es war damit ein kleines Amtsgericht im Landgerichtsbezirk. Sein Gerichtsbezirk umfasste aus dem Kreis Eschwege die Gemeindebezirke Abterode, Alberode, Frankenhain, Frankershausen, Germerode, Hitzerode, Rodebach, Vockerode, Weidenhausen, Wellingerode und Wolfterode und die Gutsbezirke Germerode, Oberförsterei Meißner, Mönchehof und Schwalbenthal. In Folge der Weltwirtschaftskrise wurden 60 Amtsgerichte auf Grund von Sparverordnungen aufgehoben. Mit der Verordnung über die Aufhebung von Amtsgerichten vom 30. Juli 1932 wurde das Amtsgericht Abterode zum 30. September 1932 aufgehoben und sein Sprengel zwischen dem Amtsgericht Eschwege und Amtsgericht Bad Sooden-Allendorf aufgeteilt.